# Años 1660
Los años 1660 o década del 1660 se extendió desde el 1 de enero de 1660 y terminó el 31 de diciembre de 1669.

## Acontecimientos
- 1662 - Creación de la Sociedad Real para el Progreso de los Conocimientos Naturales (Royal Society, en inglés)
- 1666 - El Gran Incendio de Londres,
- 1667 - Clemente IX sucede a Alejandro VII como papa.
- 1668 - Tratado de Lisboa, por el que España reconoce la independencia de Portugal.
- Guerra de Devolución

## Personas destacadas
- Isaac Newton, físico inglés.